# 윌리 스펜스
윌리 스펜스(Willie Spence, 1999년 7월 18일~2022년 10월 11일)는 미국의 남자 가수이다.
2021년 아메리칸 아이돌 시즌 19 결승전에 준우승을 차지했다가, 1년 뒤인 2022년 10월 고속도로에서 다른 차량과 충돌했으며, 이 사고로 사망하였다.